# Bordeus (color)
El bordeus, o millor bordeu (Bordèu en occità;, és una color vinosa que abasta del vermell porpra fosc al vermell fosc i que es basa en la coloració característica i predominant del vi del mateix nom, elaborat a la regió occitana de Gascunya. El seu nom deriva del de la ciutat francesa de Bordeu.(Bordeaux en francès), que es troba en aquesta regió. Aquesta color és compresa en els patrimonis iconolingüístics tradicionals de les cultures europees, i especialment de la francesa.
Inespecíficament, «bordeus» són les coloracions vermell purpúries a porpra vermelloses, semifosques a molt fosques i de saturació moderada a molt intensa, que a vegades arriben al vermell fosc. Això significa que en l'ús quotidià, el bordeu es pot considerar similar o fins i tot sinònim d'altres denominacions com color de vi, borgonya, guinda o granat. No obstant això, s'ha considerat que el bordeu es pot diferenciar d'aquests noms perquè té una coloració específica, la qual es mostra en la franja superior del requadre gran i que correspon a alguns exemplars del vi de Bordeu.

### Relació amb el color guinda
La color guinda és un vermell porpra fosc i profund; també es diu vermell guinda. En comparació amb el bordeu, la guinda és semblant, i és per això que totes dues adjectivacions de color es poden utilitzar com a sinònims. No obstant això, el referent de guinda és el licor de guinda i el fruit del guinder, els quals tenen una coloració que va del vermell al vermell fosc, a vegades quelcom purpúria.

## Usos

### En indumentària
El bordeu s'utilitza molt com a color de tint per a teles i cuirs, i, conseqüentment, els termes «bordeu» i «guinda» s'usen com a descriptors d'aquesta color aproximada en indumentària, vestimenta, entapissats, etc.

## Exemples
Seguidament, es compara el bordeu específic (en primer terme) amb altres mostres, la majoria de les quals tenen el seu origen en l'idioma francès.
| Nom | Mostra | Cod. Hex. | RGB | RGB | RGB | HSV | HSV | HSV |
| --- | ------ | --------- | --- | --- | --- | --- | --- | --- |

| Nom                           | Mostra | Cod. Hex. | RGB | RGB | RGB | HSV  | HSV  | HSV |
| ----------------------------- | ------ | --------- | --- | --- | --- | ---- | ---- | --- |
| Bordeu (específic)            |        | #7F1E57   | 127 | 30  | 87  | 325° | 76%  | 50% |
| Vermell bordeu (Caran d'Ache) |        | #9B2948   | 155 | 41  | 72  | 344° | 74%  | 61% |
| Guinda                        |        | #952F57   | 149 | 47  | 87  | 336° | 68%  | 58% |
| Bordeu o guinda               |        | #800040   | 128 | 0   | 64  | 330° | 100% | 50% |
| Bordeu (RAL)                  |        | #641C34   | 100 | 28  | 52  | 340° | 72%  | 39% |
| Bordeu (francèss)             |        | #6D071A   | 109 | 7   | 26  | 349° | 94%  | 43% |
| Bordeu                        |        | #5C0120   | 92  | 1   | 32  | 340° | 99%  | 36% |
| Bordeu                        |        | #4C1C24   | 76  | 28  | 36  | 350° | 66%  | 30% |

## Galeria

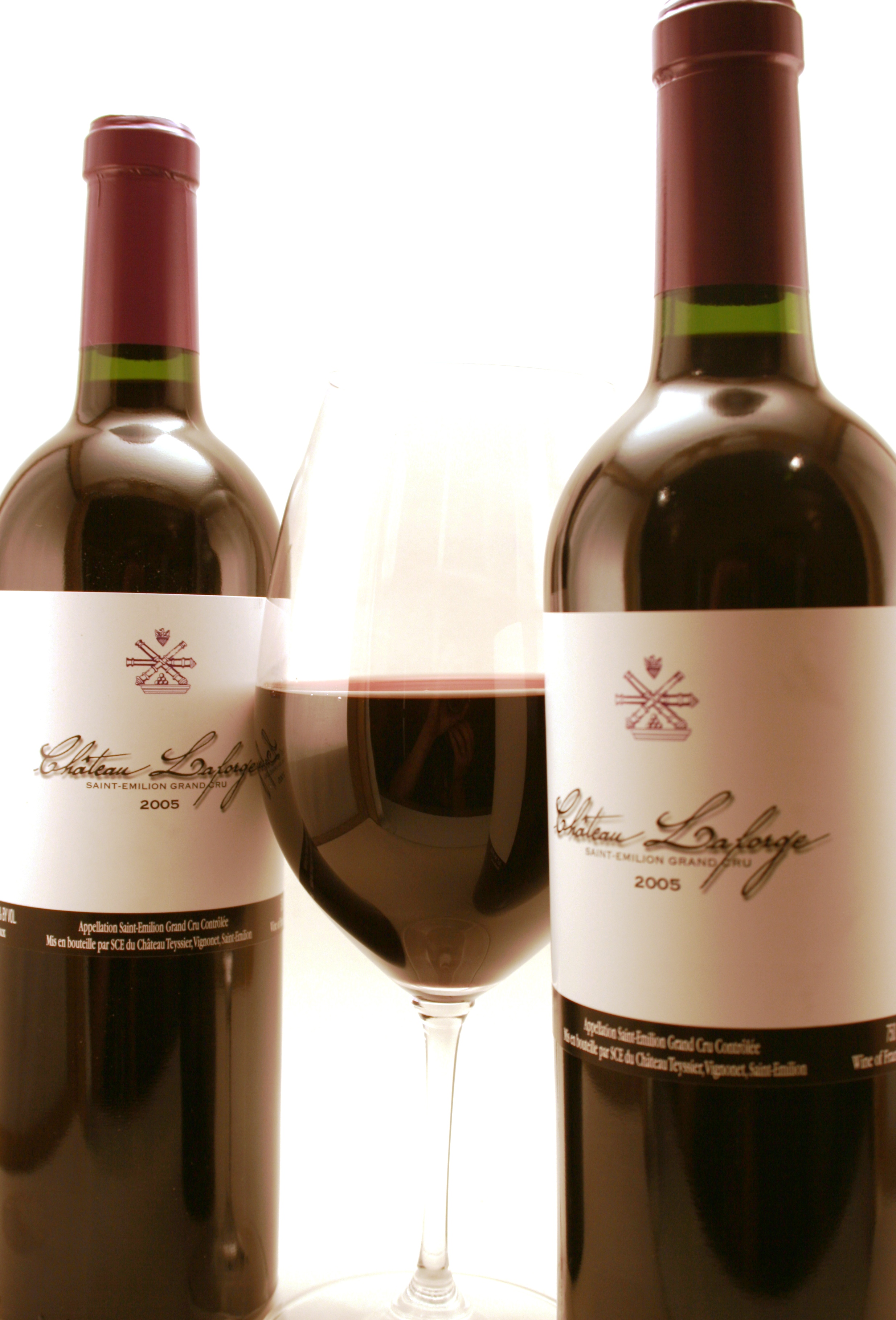
Vi de Bordeu
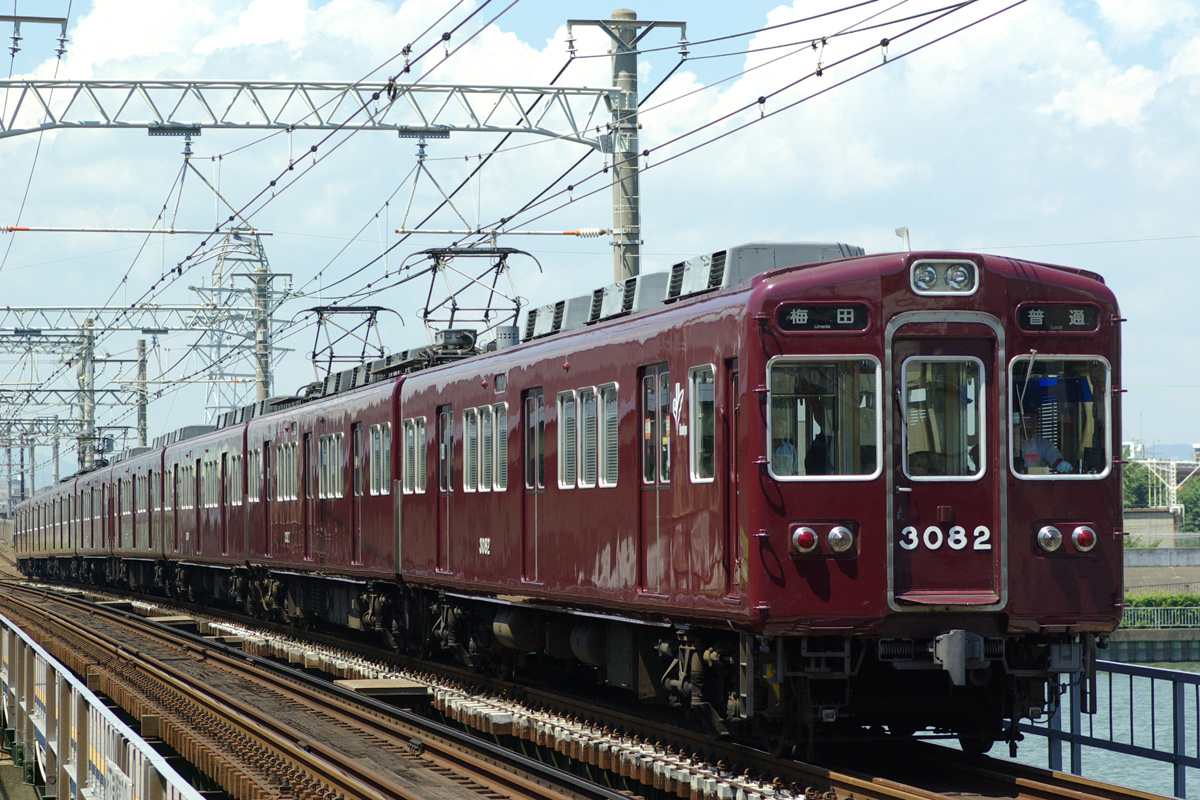
Tren japonès
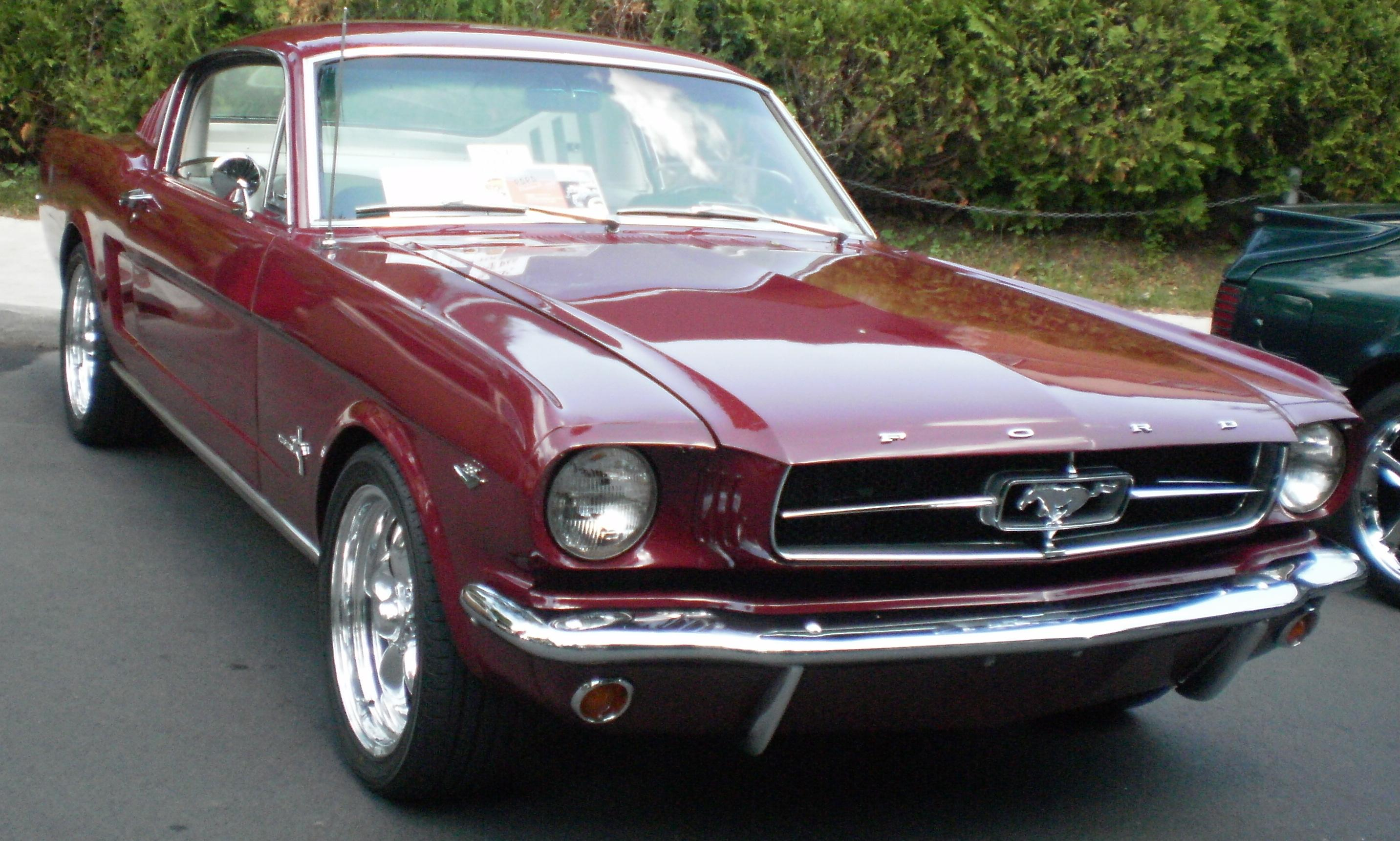
Mustang del 1965, el model Ford més reeixit del Ford A ençà.